# Mean (bài hát)
"Mean" là một bài hát của ca sĩ kiêm sáng tác âm nhạc người Mỹ Taylor Swift nằm trong album phòng thu thứ ba của cô, Speak Now (2010). Nó được phát hành vào ngày 19 tháng 10 năm 2010 như là đĩa đơn quảng bá và vào ngày 13 tháng 3 năm 2011 như là đĩa đơn thứ ba trích từ album bởi Big Machine Records. Được sản xuất bởi Swift và Nathan Chapman, "Mean" là một bản đồng quê với tiếng đàn banjo làm chủ đạo, kết hợp với tiếng vỗ tay, vĩ cầm và giọng hát được xử lý. Lấy cảm hứng từ những người chỉ trích Swift, lời bài hát kể lại sự tự nhận thức của nhân vật chính về những thiếu sót của bản thân, nỗ lực vượt qua những lời chỉ trích và sự chế giễu của một nhân vật phản diện "xấu tính". 
Trong các bài đánh giá về Speak Now, nhiều nhà phê bình âm nhạc đã đánh giá "Mean" là bài hát nhạc đồng quê duy nhất trong cả album phù hợp với việc Swift tự nhận mình là một ca sĩ kiêm sáng tác nhạc đồng quê. Một số khen ngợi phần sản xuất hấp dẫn và chi tiết trữ tình, một số chọn nó làm điểm nhấn cho album; trong khi đó một số chỉ trích lời bài hát là nông cạn. Rolling Stone đã liệt "Mean" vào trong danh sách 100 bài hát đồng quê hay nhất mọi thời đại năm 2014 của họ. Tại Lễ trao giải Grammy năm 2012, "Mean" đã giành được giải "Màn trình diễn đơn ca đồng quê hay nhất" và "Bài hát nhạc đồng quê hay nhất". Tại Mỹ, đĩa đơn đạt vị trí thứ 11 trên bảng xếp hạng Billboard Hot 100 và vị trí thứ 2 trên bảng xếp hạng Hot Country Songs, đồng thời được chứng nhận ba đĩa bạch kim bởi Hiệp hội Công nghiệp Ghi âm Hoa Kỳ (RIAA). Nó đã lọt vào top 10 trên Canadian Hot 100 và nhận được chứng nhận ở Canada, Úc và Vương quốc Anh
Video âm nhạc của bài hát được đạo diễn bởi Declan Whitebloom, người đã phát triển ý tưởng cùng với Swift. Với chủ đề trao quyền cho bản thân và chống bắt nạt, nó được một số phương tiện truyền thông ca ngợi vì khuyến khích thái độ tích cực, nhưng lại bị những người khác nghi ngờ vì cốt truyện không rõ ràng. Video đã nhận được đề cử tại Giải thưởng của Hiệp hội Âm nhạc Đồng quê, Giải thưởng của Học viện Âm nhạc Đồng quê và Giải thưởng Video Âm nhạc của MTV. Swift đã biểu diễn trực tiếp "Mean" tại hai lễ trao giải—Giải thưởng của Học viện Âm nhạc Đồng quê 2011 và Lễ trao giải Grammy 2012. Cô ấy đã đưa nó vào danh sách trình diễn mặc định của hai chuyến lưu diễn vòng quanh thế giới của mình, Speak Now World Tour (2011–2012) và The Red Tour (2013–2014). Một bản tái thu âm, tiêu đề "Mean (Taylor's Version)", được phát hành trong album thu âm lại thứ ba của Swift, Speak Now (Taylor's Version) vào ngày 7 tháng 7 năm 2023.

## Bảng xếp hạng
| Bảng xếp hạng (2010–2011)             | Vị trí cao nhất |
| ------------------------------------- | --------------- |
| Úc (ARIA)                             | 45              |
| Canada (Canadian Hot 100)             | 10              |
| Canada Country (Billboard)            | 2               |
| Hàn Quốc International Singles (Gaon) | 92              |
| Hoa Kỳ Billboard Hot 100              | 11              |
| Hoa Kỳ Hot Country Songs (Billboard)  | 2               |

| Bảng xếp hạng (2011)                 | Vị trí |
| ------------------------------------ | ------ |
| Hoa Kỳ Hot Country Songs (Billboard) | 24     |

## "Mean (Taylor's Version)"

### Bảng xếp hạng
| Bảng xếp hạng (2023)                 | Vị trí cao nhất |
| ------------------------------------ | --------------- |
| Úc (ARIA)                            | 30              |
| Canada (Canadian Hot 100)            | 41              |
| Thế giới Global 200 (Billboard)      | 33              |
| New Zealand (Recorded Music NZ)      | 28              |
| Philippines (Billboard)              | 10              |
| Singapore (RIAS)                     | 27              |
| UK Streaming (OCC)                   | 57              |
| Hoa Kỳ Billboard Hot 100             | 39              |
| Hoa Kỳ Hot Country Songs (Billboard) | 17              |